# Elaeocarpus angustifolius
Elaeocarpus angustifolius är en tvåhjärtbladig växtart som beskrevs av Carl Ludwig von Blume. Elaeocarpus angustifolius ingår i släktet Elaeocarpus och familjen Elaeocarpaceae. Inga underarter finns listade i Catalogue of Life.